# Leichtathletik-Europameisterschaften 2022/Marathon der Frauen

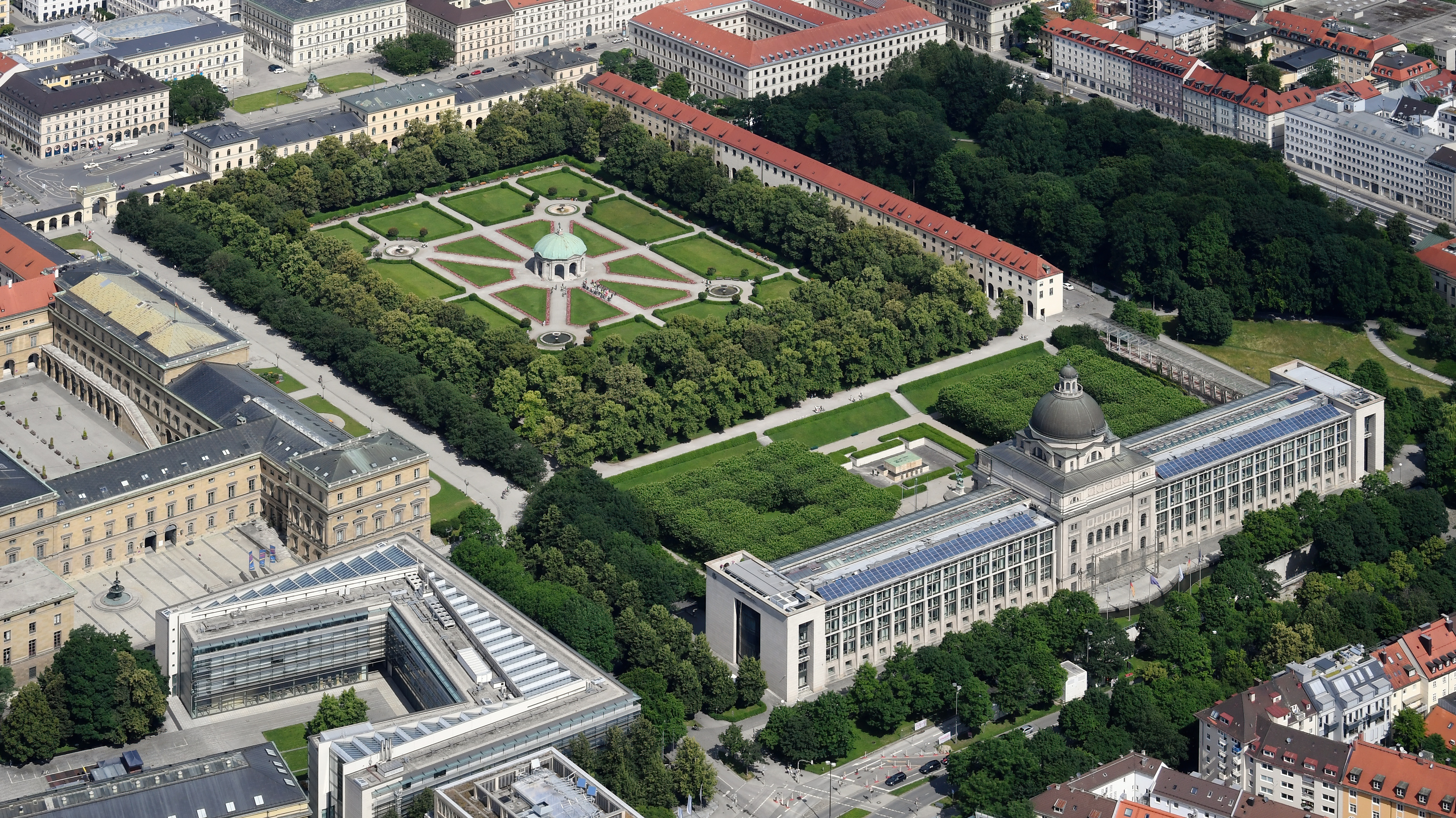
Der Hofgarten München im Jahr 2021

Der Marathonlauf der Frauen bei den Leichtathletik-Europameisterschaften 2022 wurde am 15. August 2022 auf einem Rundkurs in der deutschen Stadt München ausgetragen. Start und Ziel lagen vor dem Hofgarten.
Europameisterin wurde die Polin Aleksandra Lisowska. Sie gewann vor der Kroatin Matea Parlov Koštro. Bronze ging an die Niederländerin Nienke Brinkman.
Erstmals ging auch die Mannschaftswertung in die offizielle Medaillenzählung mit ein. Gewertet wurden die jeweils drei besten Läuferinnen eines Landes. Ihre Zeiten wurden addiert und führten so zum Resultat. Die Medaillen wurden unabhängig von der Zahl der jeweiligen Teilnehmer an das gesamte Team vergeben.
Teameuropameister wurde Deutschland mit Miriam Dattke, Domenika Mayer und Deborah Schöneborn sowie den darüber hinaus beteiligten Rabea Schöneborn, Katharina Steinruck und Kristina Hendel.

Silber ging an Spanien mit Marta Galimany, Irene Pelayo und Elena Loyo sowie der darüber hinaus beteiligten Laura Méndez.

Bronze gewann Polen mit Aleksandra Lisowska, Angelika Mach und Monika Jackiewicz sowie den darüber hinaus beteiligten Izabela Paszkiewicz und Katarzyna Jankowska.

## Bestehende Rekorde

### Einzelwertung
| Weltrekord           | 2:14:04 h | Brigid Kosgei     | Chicago, USA                    | 13. Oktober 2019 |
| Europarekord         | 2:15:25 h | Paula Radcliffe   | London-Marathon, Großbritannien | 13. April 2003   |
| Meisterschaftsrekord | 2:25:14 h | Christelle Daunay | EM Zürich, Schweiz              | 16. August 2014  |

Anmerkung zu den Rekorden:

Im Marathonlauf der Frauen ist nicht ganz eindeutig, inwieweit solche Zeiten, die in gemischten Rennen mit Männern und Frauen, erzielt wurden, als bestenlistenreif gelten können. Bei den oben genannten Rekorden sind solche Leistungen miteinbezogen. Eine strengere Lesart hätte Auswirkungen auf den Welt- und auch den Europarekord.
Der bestehende EM-Rekord wurde bei diesen Europameisterschaften nicht erreicht. Die Siegzeit der polnischen Europameisterin Aleksandra Lisowska von 2:28:36 min, lag um 3:22 min über dem Rekord. Zum Europarekord fehlten ihr 13:11 min, zum Weltrekord 14:32 min.

### Bestehender Rekord, Teamwertung
| 7:21:54 h | Belarus (Wolha Masuronak – 2:26:22 h, Maryna Damanzewitsch – 2:27:44 h, Nastassja Iwanowa – 2:27:49 h) | EM Berlin, Deutschland | 12. August 2018 |

Der bestehende EM-Rekord wurde bei diesen Europameisterschaften nicht erreicht. Die Siegzeit der deutschen Europameisterinnen von 7:28:48 min, lag um 6:54 min über dem Rekord.

## Durchführung
Hier gab es keine Vorrunde, alle 63 Läuferinnen traten gemeinsam zum entscheidenden Rennen an.

## Vorbemerkung zu den Resultaten
Die Zeiten sind in den folgenden Tabellen wie üblich aufgeführt.
Zusätzlich ist eine Besonderheit mit einem Kürzel benannt:

DNF: Wettkampf nicht beendet (did not finish)

## Resultat

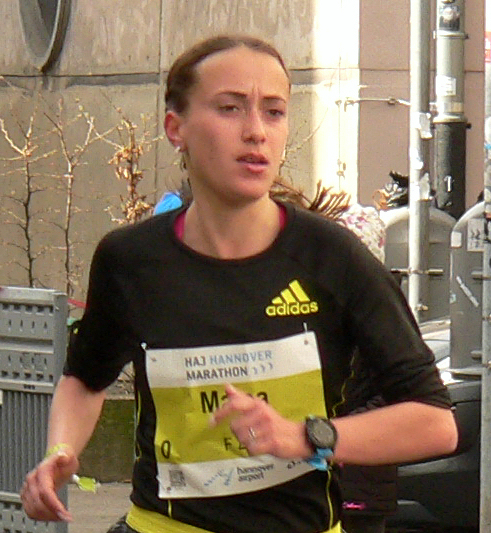
Vizeeuropameisterin Matea Parlov Koštro

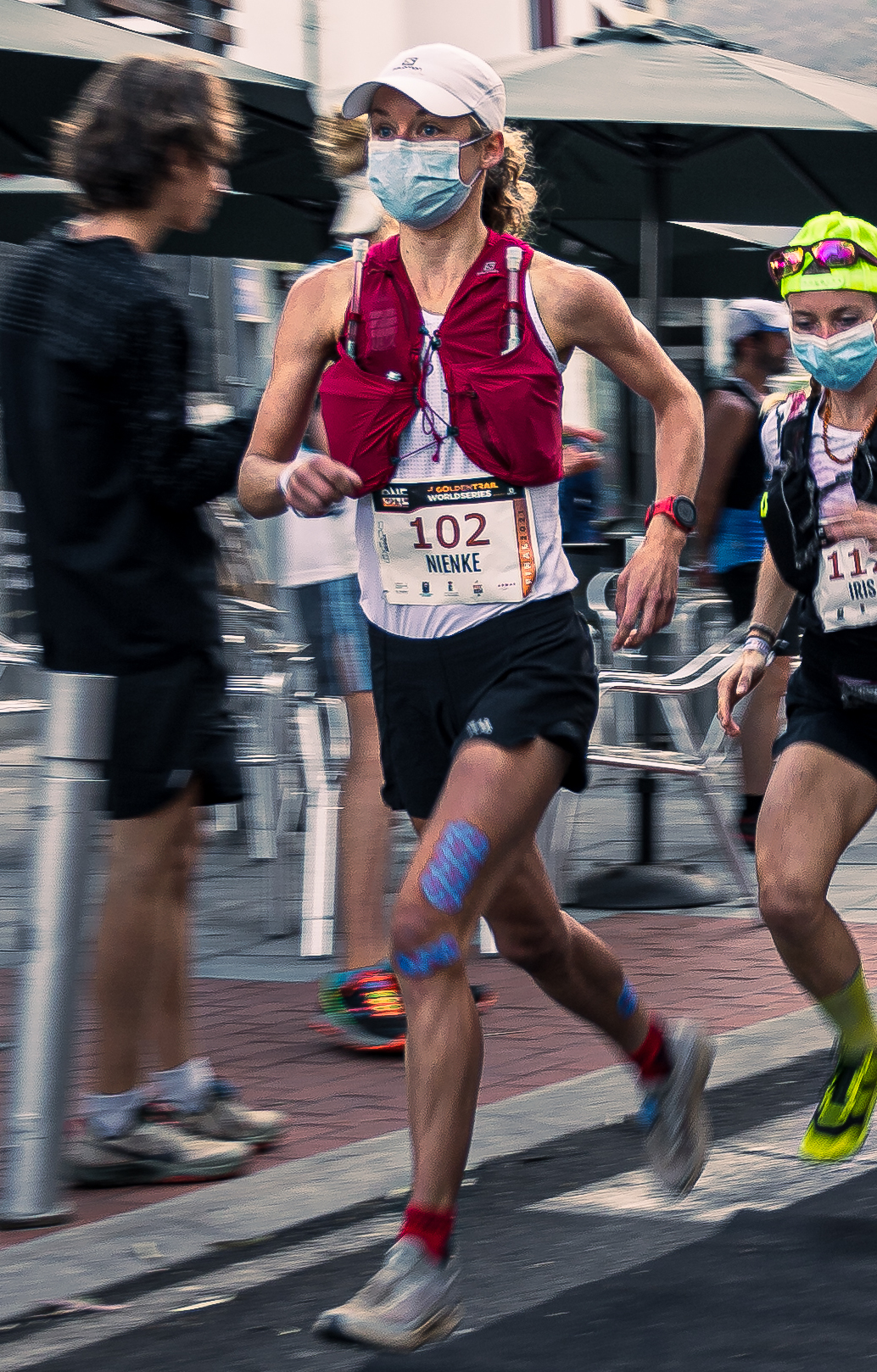
Bronzemedaillengewinnerin Nienke Brinkman

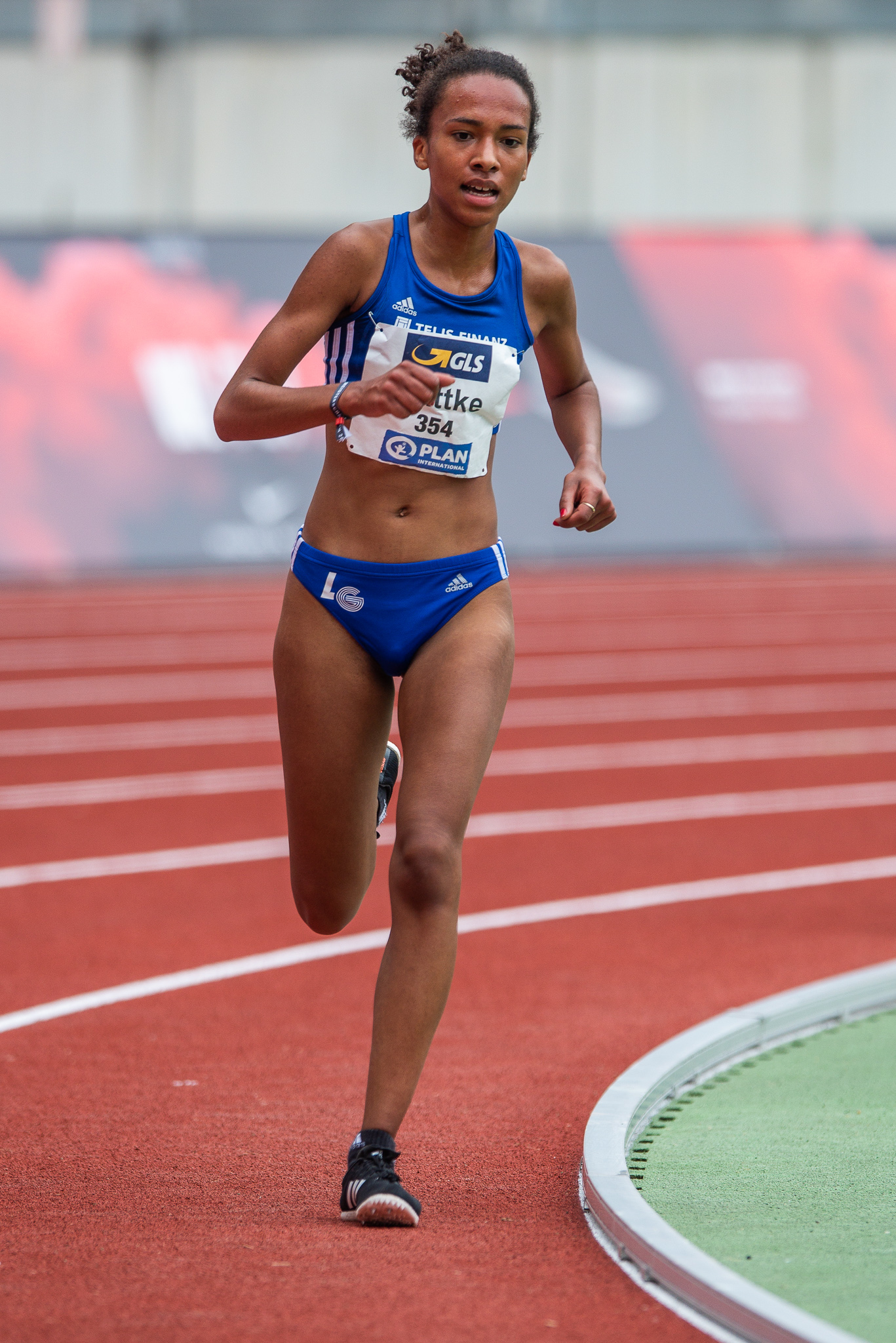
Die viertplatzierte Miriam Dattke

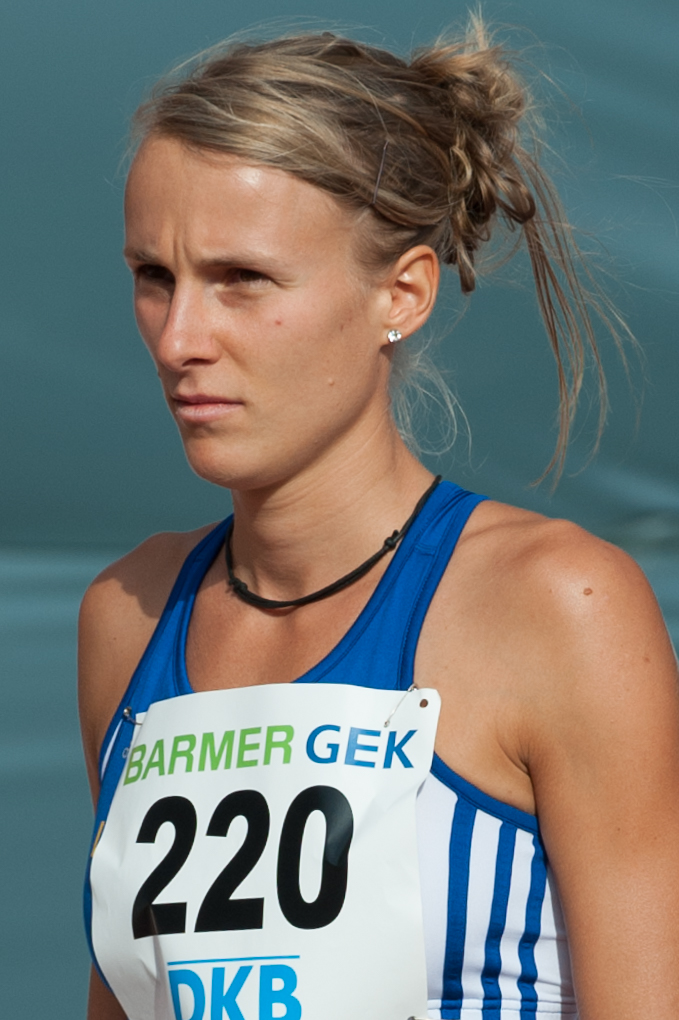
Domenika Mayer – Rang sechs

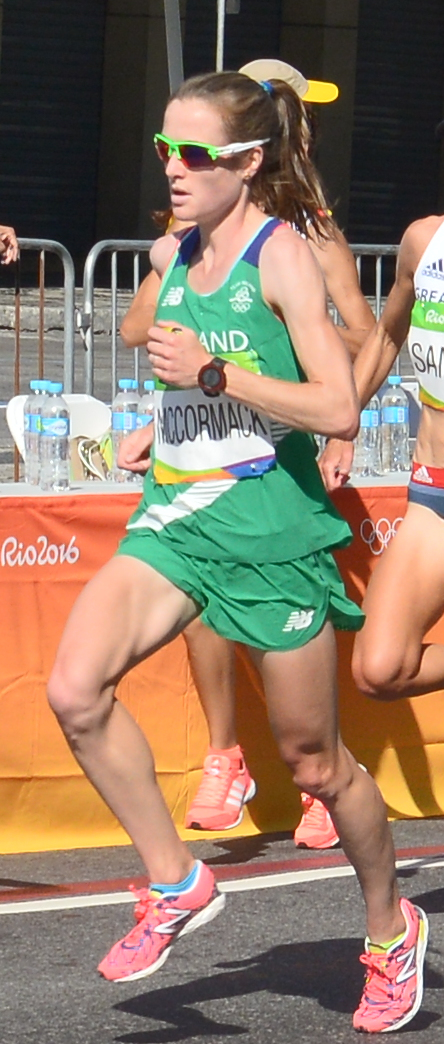
Fionnuala McCormack wurde Siebte

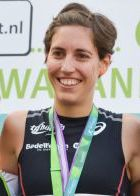
Fabienne Schlumpf – Rang neun

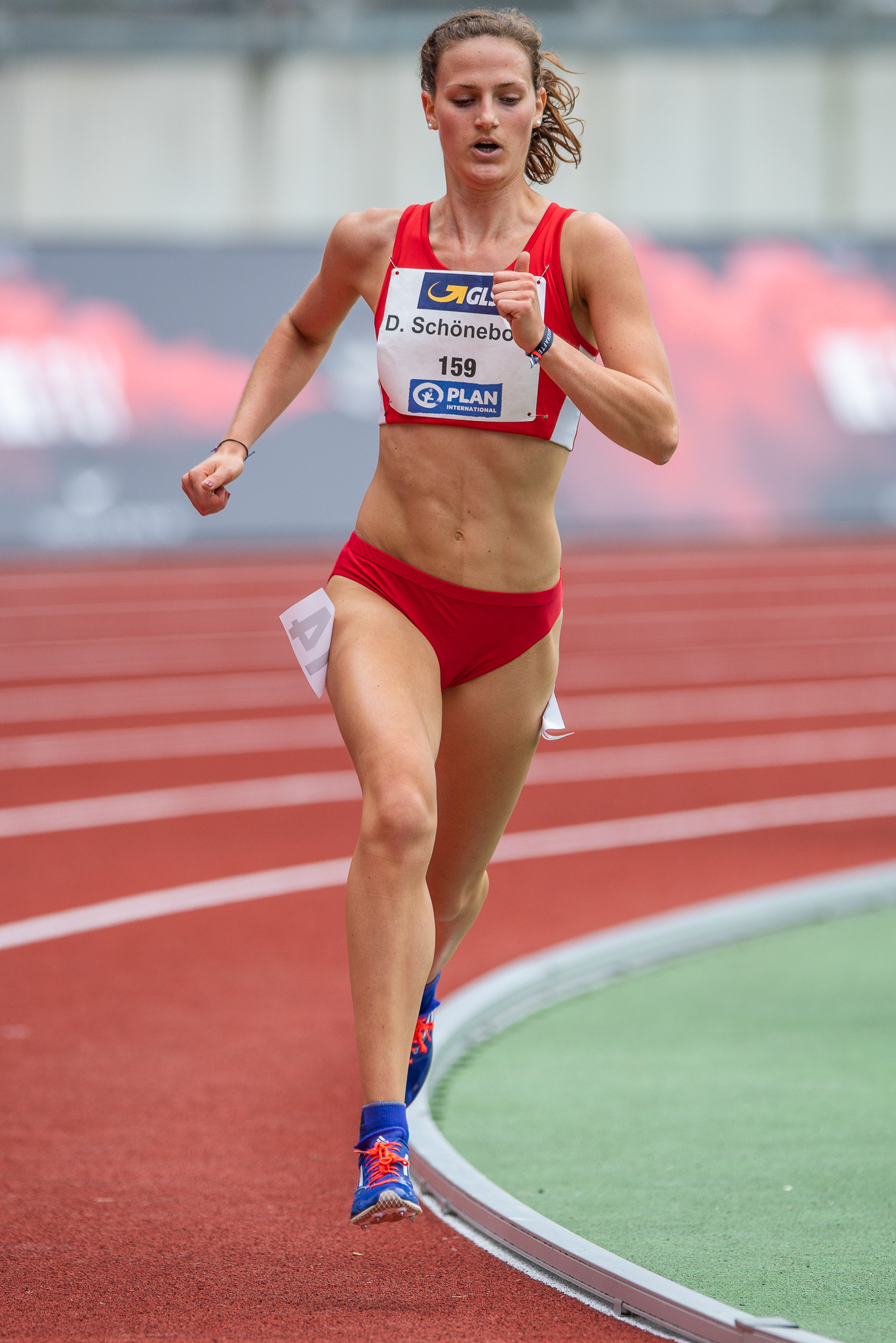
Deborah Schöneborn erreichte Platz zehn

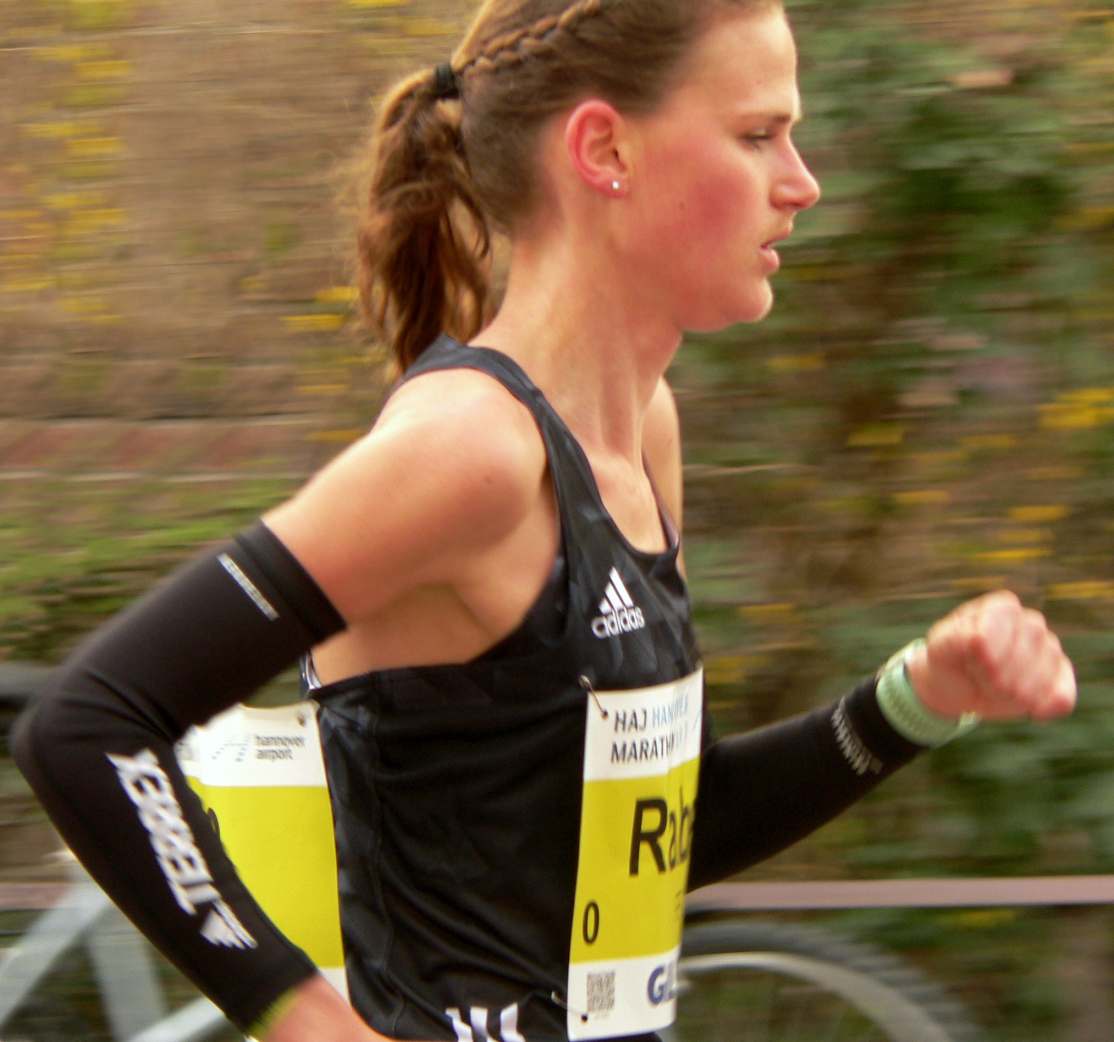
Rabea Schöneborn – Rang zwölf

15. August 2022, 10:30 Uhr MESZ
| Platz | Name                    | Nation         | Zeit (h) |
| ----- | ----------------------- | -------------- | -------- |
| 1     | Aleksandra Lisowska     | Polen          | 2:28:36  |
| 2     | Matea Parlov Koštro     | Kroatien       | 2:28:42  |
| 3     | Nienke Brinkman         | Niederlande    | 2:28:52  |
| 4     | Miriam Dattke           | Deutschland    | 2:28:52  |
| 5     | Giovanna Epis           | Italien        | 2:29:06  |
| 6     | Domenika Mayer          | Deutschland    | 2:29:21  |
| 7     | Fionnuala McCormack     | Irland         | 2:29:25  |
| 8     | Hanne Verbruggen        | Belgien        | 2:29:44  |
| 9     | Fabienne Schlumpf       | Schweiz        | 2:30:17  |
| 10    | Deborah Schöneborn      | Deutschland    | 2:30:35  |
| 11    | Marta Galimany          | Spanien        | 2:31:14  |
| 12    | Rabea Schöneborn        | Deutschland    | 2:31:36  |
| 13    | Mieke Gorissen          | Belgien        | 2:31:48  |
| 14    | Mélody Julien           | Frankreich     | 2:32:19  |
| 15    | Katharina Steinruck     | Deutschland    | 2:32:41  |
| 16    | Irene Pelayo            | Spanien        | 2:33:15  |
| 17    | Nóra Szabó              | Ungarn         | 2:34:49  |
| 18    | Elena Loyo              | Spanien        | 2:34:56  |
| 19    | Angelika Mach           | Polen          | 2:35:03  |
| 20    | Kristina Hendel         | Deutschland    | 2:35:14  |
| 21    | Jill Holterman          | Niederlande    | 2:35:25  |
| 22    | Alice Wright            | Großbritannien | 2:35:33  |
| 23    | Tereza Hrochová         | Tschechien     | 2:36:00  |
| 24    | Marcela Joglová         | Tschechien     | 2:36:26  |
| 25    | Naomi Mitchell          | Großbritannien | 2:36:44  |
| 26    | Monika Jackiewicz       | Polen          | 2:37:15  |
| 27    | Tetjana Gamera          | Ukraine        | 2:37:28  |
| 28    | Maor Tiyouri            | Israel         | 2:38:04  |
| 29    | Ann-Marie Mcglynn       | Irland         | 2:38:26  |
| 30    | Hanna Lindholm          | Schweden       | 2:38:44  |
| 31    | Becky Briggs            | Großbritannien | 2:39:02  |
| 32    | Laura Méndez            | Spanien        | 2:39:15  |
| 33    | Astrid Verhoeven        | Belgien        | 2:40:03  |
| 34    | Aoife Cooke             | Irland         | 2:40:37  |
| 35    | Rosie Edwards           | Großbritannien | 2:40:47  |
| 36    | Maria Sagnes Wågan      | Norwegen       | 2:40:58  |
| 37    | Runa Skrove Falch       | Norwegen       | 2:41:08  |
| 38    | Loreta Kančytė          | Litauen        | 2:41:15  |
| 39    | Nina Chydenius          | Finnland       | 2:43:00  |
| 40    | Moira Stewartová        | Tschechien     | 2:43:03  |
| 41    | Sanna Mustonen          | Schweden       | 2:43:23  |
| 42    | Anna Incerti            | Italien        | 2:44:11  |
| 43    | Karen Ehrenreich        | Dänemark       | 2:44:28  |
| 44    | Camilla Elofsson        | Schweden       | 2:45:34  |
| 45    | Marinela Nineva         | Bulgarien      | 2:45:40  |
| 46    | Suvi Miettinen          | Finnland       | 2:47:15  |
| 47    | Lilia Fisikovici        | Moldau         | 2:47:44  |
| 48    | Zsófia Erdélyi          | Ungarn         | 2:48:03  |
| 49    | Annemari Kiekara        | Finnland       | 2:48:30  |
| 50    | Susana Cunha            | Portugal       | 2:51:14  |
| 51    | Marina Nemchenko        | Ukraine        | 2:53:13  |
| 52    | Bo Ummels               | Niederlande    | 3:00:56  |
| DNF   | Miliza Mirtschewa       | Bulgarien      |          |
| DNF   | Yevheniya Prokofyeva    | Ukraine        |          |
| DNF   | Ana Štefulj             | Kroatien       |          |
| DNF   | Alisa Vainio            | Finnland       |          |
| DNF   | Izabela Paszkiewicz     | Polen          |          |
| DNF   | Viktoriia Kaliuzhna     | Ukraine        |          |
| DNF   | Sara Moreira            | Portugal       |          |
| DNF   | Ruth van der Meijden    | Niederlande    |          |
| DNF   | Solange Jesus           | Portugal       |          |
| DNF   | Pernilla Eugenie Epland | Norwegen       |          |
| DNF   | Katarzyna Jankowska     | Polen          |          |

| Zwischenzeiten      | Zwischenzeiten | Zwischenzeiten | Zwischenzeiten |
| Zwischenzeit- Marke | Zwischenzeit   | Führende | 5-km-Zeit      |
| ------------------- | -------------- | --- | -------------- |
| 5 km                | 18:03 min      | Alice Wright mit großer Gruppe                                                                                                   | 18:03 min      |
| 10 km               | 35:24 min      | Moira Stewartová mit 24köpfiger Führungsgruppe                                                                                   | 17:21 min      |
| 15 km               | 53:14 min      | Alice Wright mit 22köpfiger Führungsgruppe                                                                                       | 17:50 min      |
| 20 km               | 1:10:38 h00    | Mélody Julien mit 17köpfiger Führungsgruppe                                                                                      | 17:24 min      |
| 25 km               | 1:28:17 h00    | Hanne Verbruggen mit 10köpfiger Führungsgruppe                                                                                   | 17:39 min      |
| 30 km               | 1:46:01 h00    | Hanne Verbruggen mit 10köpfiger Führungsgruppe                                                                                   | 17:44 min      |
| 35 km               | 2:04:06 h00    | Nienke Brinkman mit 9köpfiger Führungsgruppe                                                                                     | 18:05 min      |
| 40 km               | 2:21:18 h00    | Lisowska, Dattke, Brinkmann / Parlov Koštro 3 s zurück / Epis 6 s zurück / Verbruggen 18 s zurück / Mayer, McCormack 24 s zurück | 17:12 min      |

### Teamwertung
| Platz | Land           | Athleten | Zeit (h) |
| ----- | -------------- | --- | -------- |
| 1     | Deutschland    | - Miriam Dattke – 2:28:52 (4.) - Domenika Mayer – 2:29:21 (6.) - Deborah Schöneborn – 2:30:35 (10.) - Rabea Schöneborn – 2:31:36 (12.) - Katharina Steinruck – 2:32:41 (15.) - Kristina Hendel – 2:35:14 (20.) | 7:28:48  |
| 2     | Spanien        | - Marta Galimany – 2:31:14 (11.) - Irene Pelayo – 2:33:15 (16.) - Elena Loyo – 2:34:56 (18.) - Laura Méndez – 2:39:15 (32.)                                                                                    | 7:39:25  |
| 3     | Polen          | - Aleksandra Lisowska – 2:28:36 (1.) - Angelika Mach – 2:35:03 (19.) - Monika Jackiewicz – 2:37:15 (26.) - Izabela Paszkiewicz – DNF - Katarzyna Jankowska – DNF                                               | 7:40:54  |
| 4     | Belgien        | - Hanne Verbruggen – 2:29:44 (8.) - Mieke Gorissen – 2:31:48 (13.) - Astrid Verhoeven – 2:40:03 (33.) | 7:41:35  |
| 5     | Irland         | - Fionnuala McCormack – 2:29:25 (7.) - Ann-Marie McGlynn – 2:38:26 (29.) - Aoife Cooke – 2:40:37 (34.) | 7:48:281 |
| 6     | Großbritannien | - Alice Wright – 2:35:33 (22.) - Naomi Mitchell – 2:36:44 (25.) - Becky Briggs – 2:39:02 (31.) - Rosie Edwards – 2:40:47 (35.)                                                                                 | 7:51:19  |
| 7     | Tschechien     | - Tereza Hrochová – 2:36:00 (23.) - Marcela Joglová – 2:36:26 (24.) - Moira Stewartová – 2:43:03 (40.) | 7:55:29  |
| 8     | Niederlande    | - Nienke Brinkman – 2:28:52 (3.) - Jill Holterman – 2:35:25 (21.) - Bo Ummels – 3:00:56 (52.) - Ruth van der Meijden – DNF                                                                                     | 8:05:13  |
| 9     | Schweden       | - Hanna Lindholm – 2:38:44 (30.) - Sanna Mustonen – 2:43:23 (41.) - Camilla Elofsson – 2:45:34 (44.) | 8:07:41  |
| 10    | Finnland       | - Nina Chydenius – 2:43:00 (39.) - Suvi Miettinen – 2:47:15 (46.) - Annemari Kiekara – 2:48:30 (49.) - Alisa Vainio – DNF                                                                                      | 8:18:45  |
| NM    | Ukraine        | - Tetjana Gamera – 2:37:28 (26.) - Marina Nemchenko – 2:53:13 (51.) - Yevheniya Prokofyeva – DNF |          |
| NM    | Norwegen       | - Maria Sagnes Wågan – 2:40:58 (36.) - Runa Skrove Falch – 2:41:08 (37.) - Pernilla Eugenie Epland – DNF |          |
| NM    | Portugal       | - Susana Cunha – 2:51:14 (50.) - Sara Moreira – DNF - Solange Jesus – DNF |          |

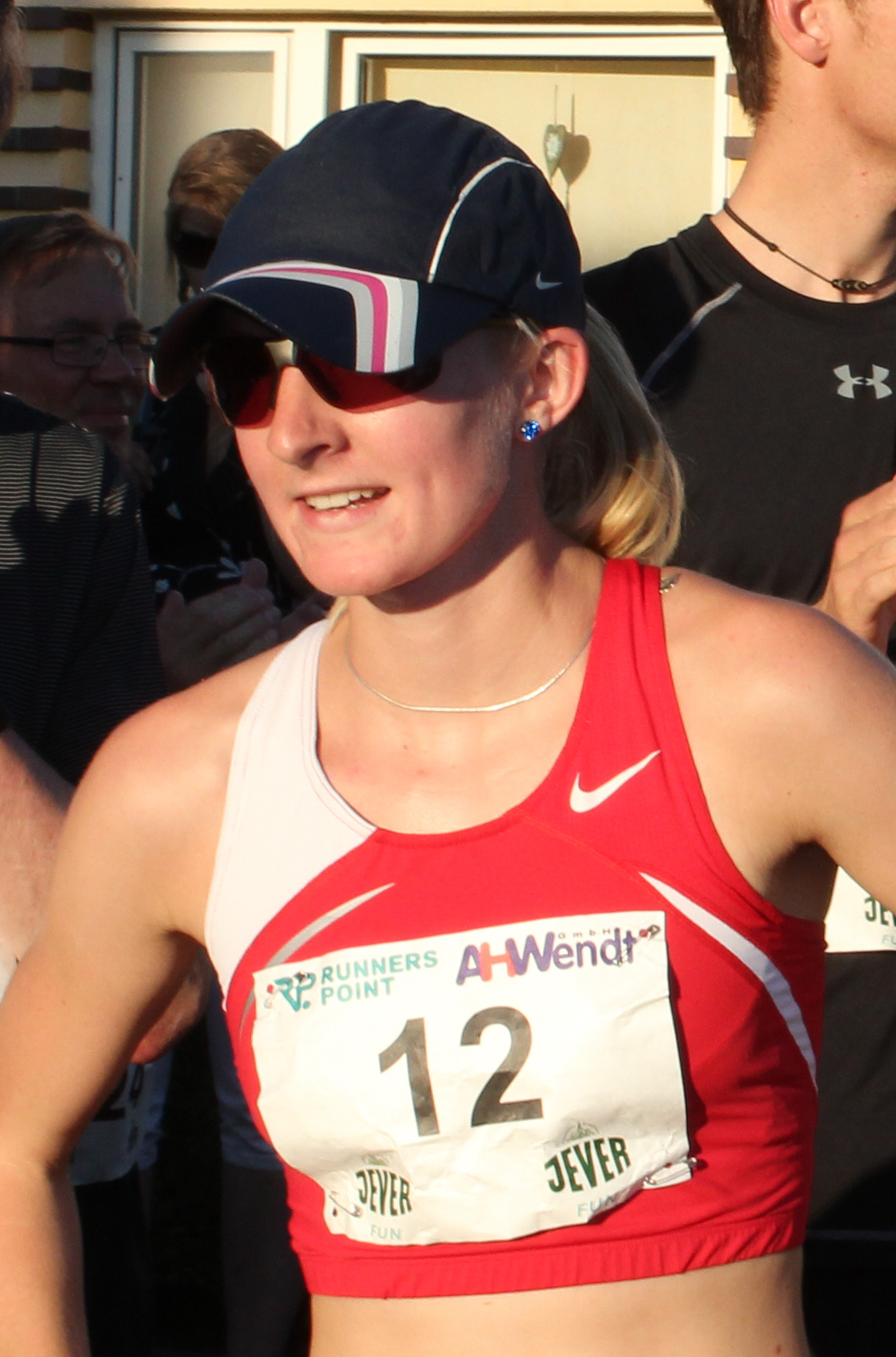
Rang fünfzehn für Katharina Steinruck, frühere Katharina Heinig
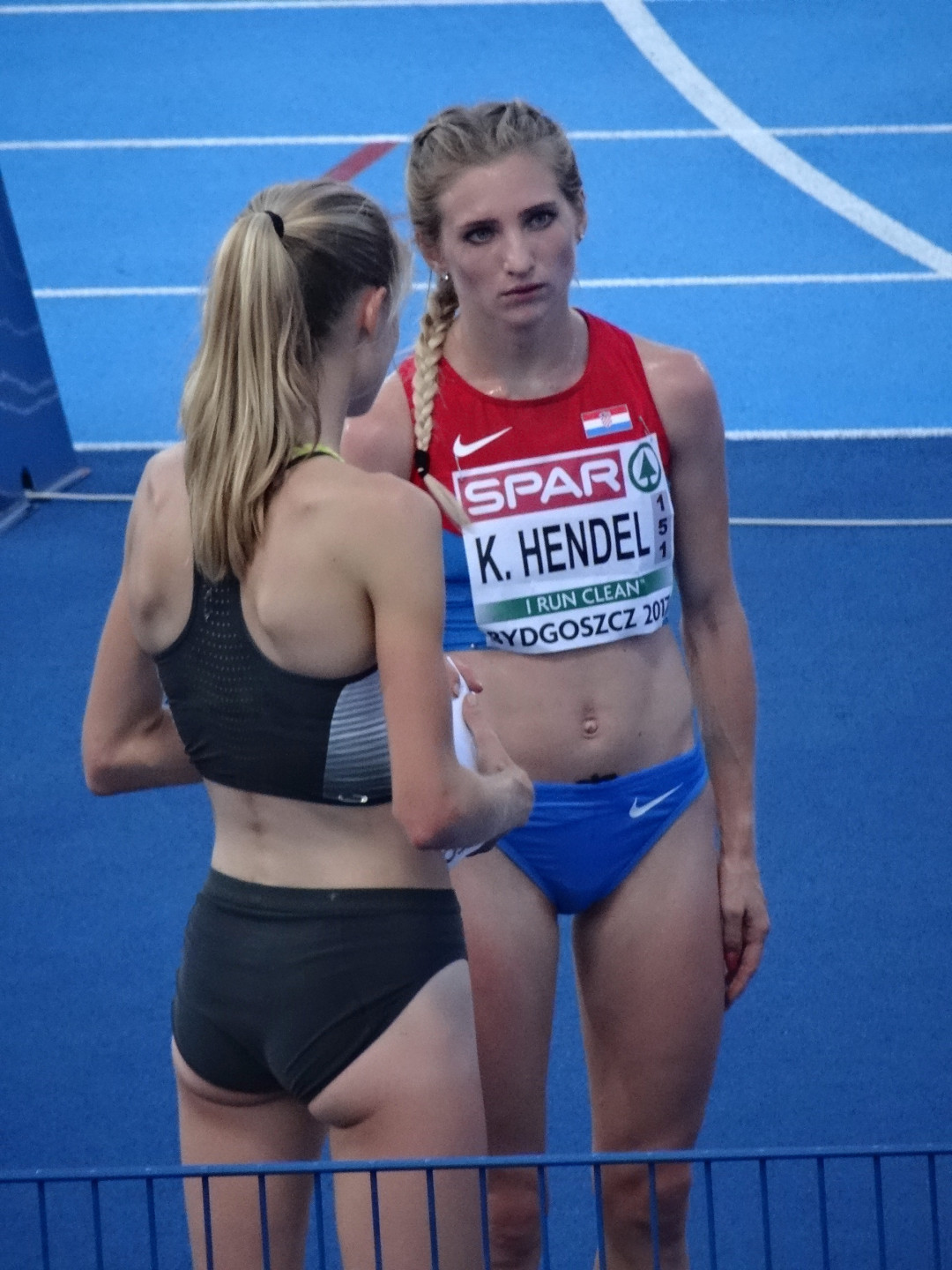
Kristina Hendel kam auf den zwanzigsten Platz
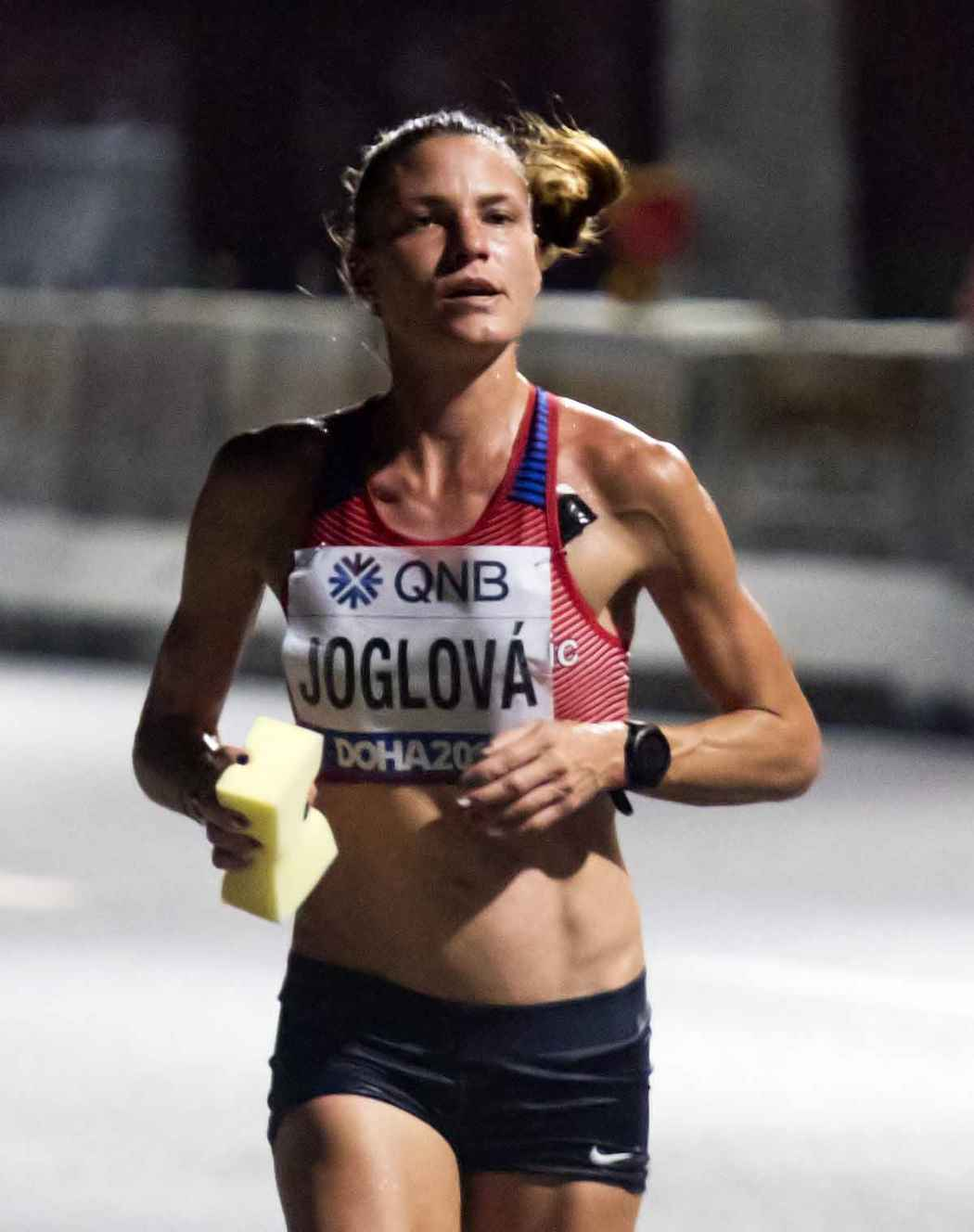
Marcela Joglová belegte Rang 24
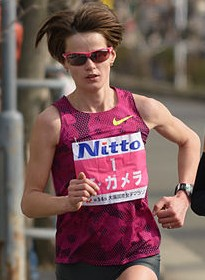
Tetjana Gamera – Rang 27

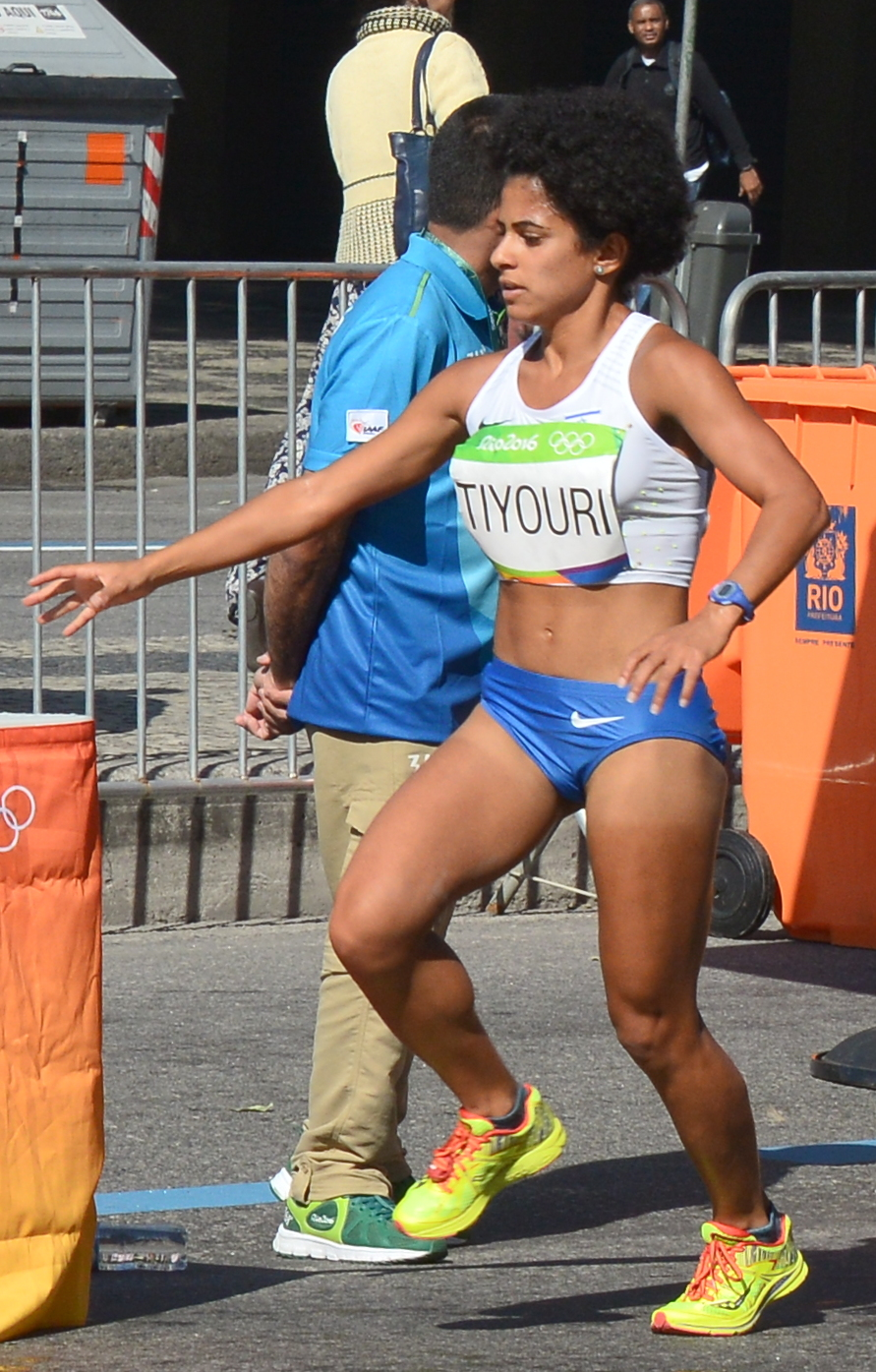
Maor Tiyouri – Rang 28
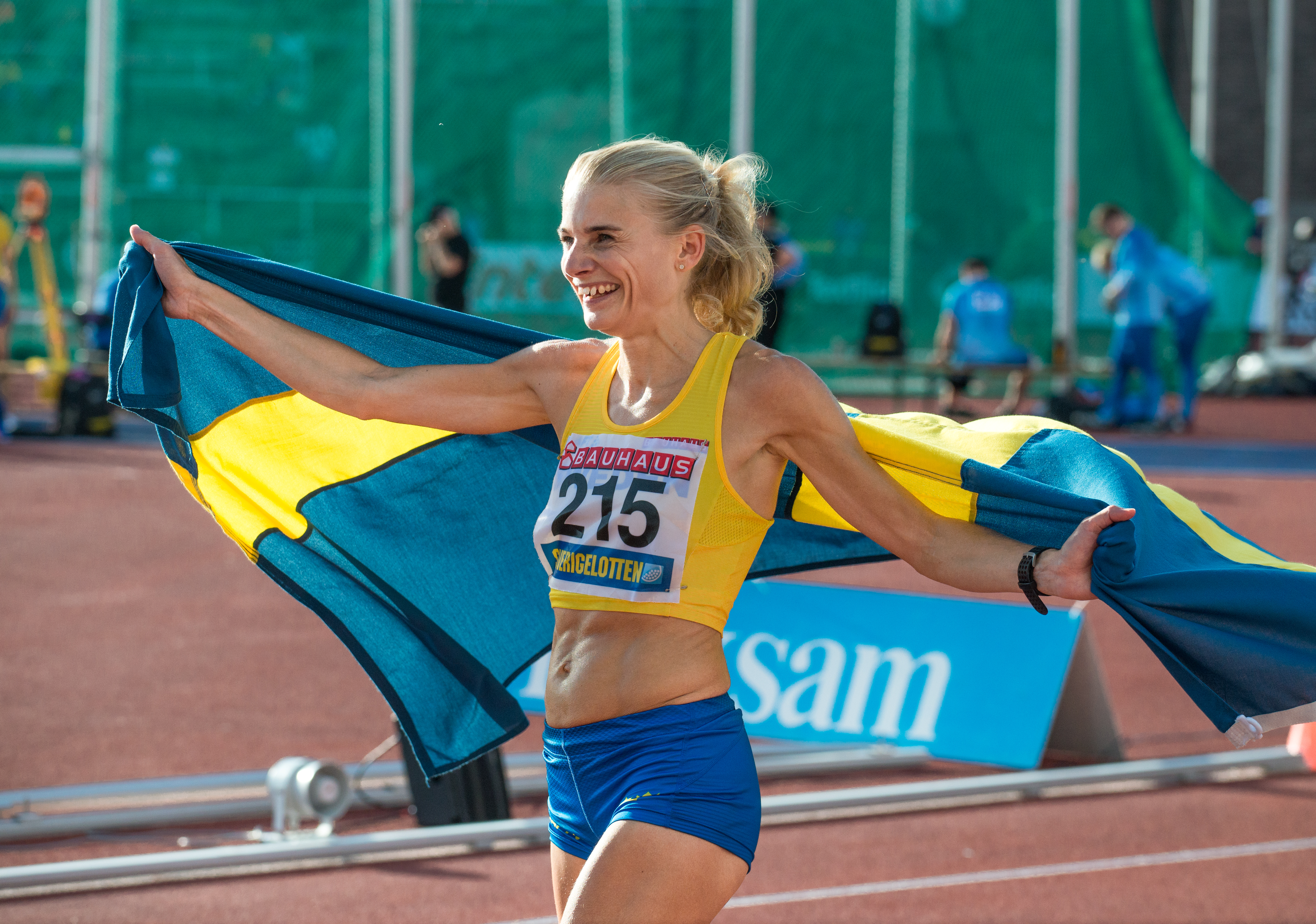
Hanna Lindholm – Rang dreißig
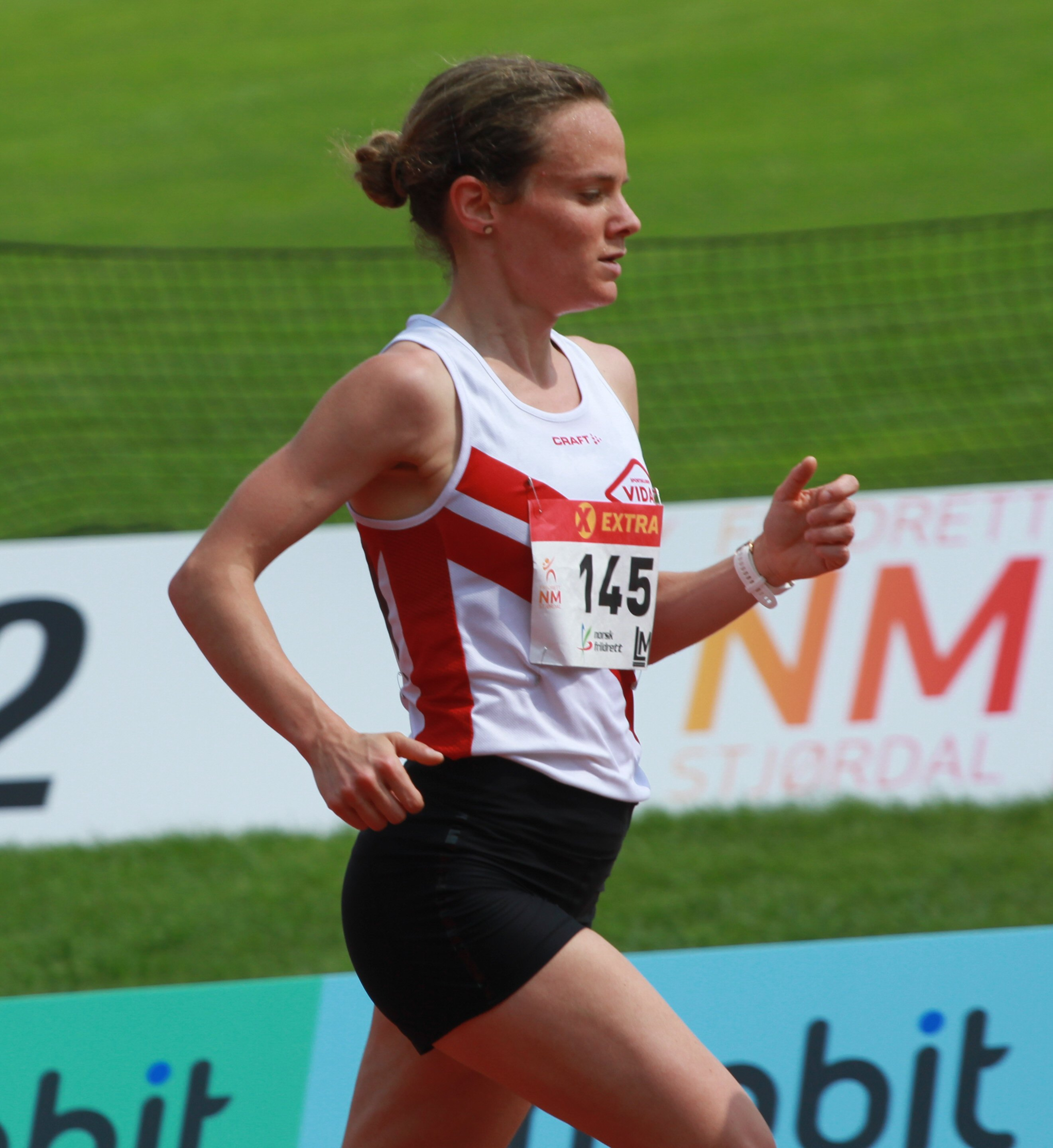
Runa Skrove Falch – Rang 37

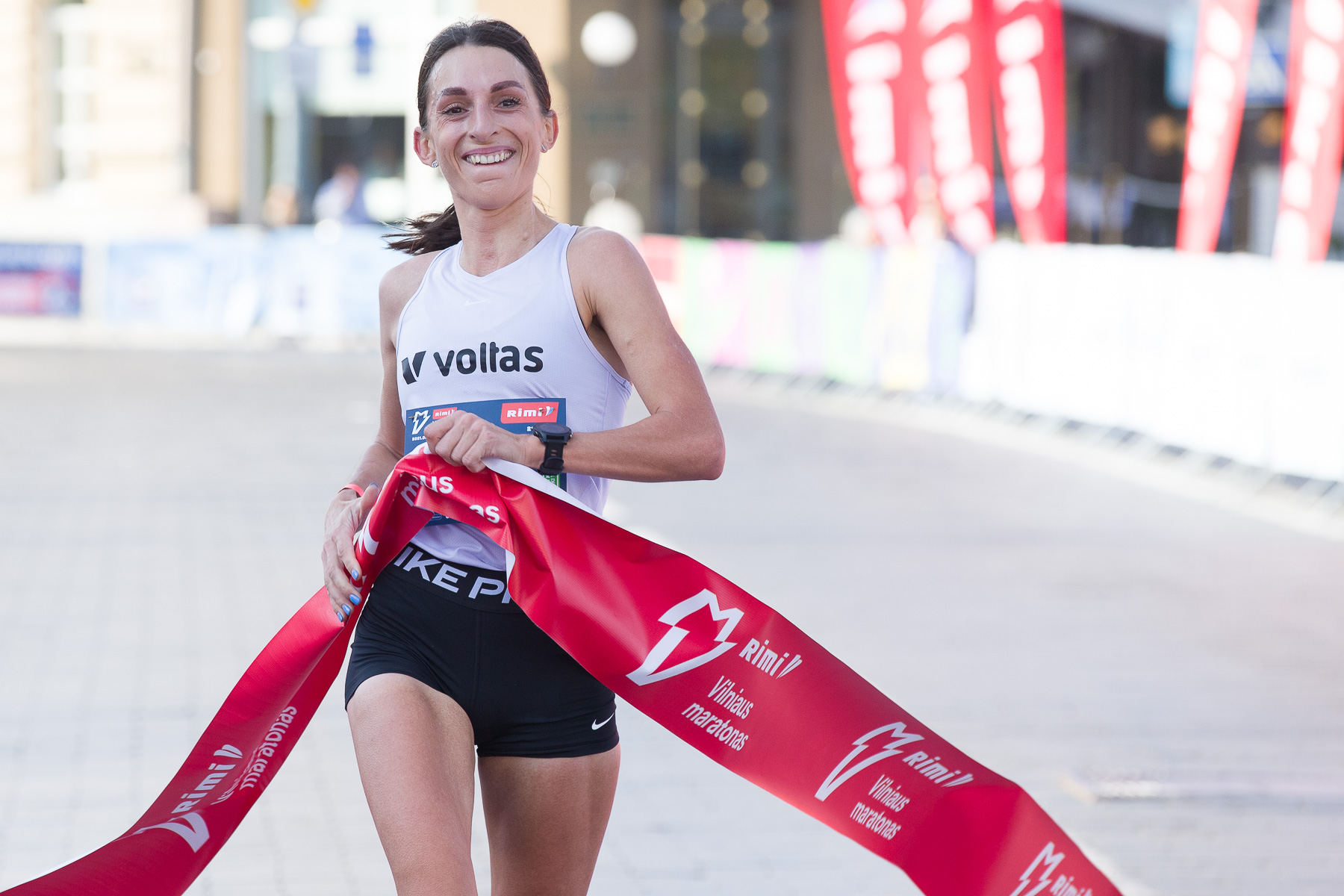
Loreta Kančytė – Rang 38
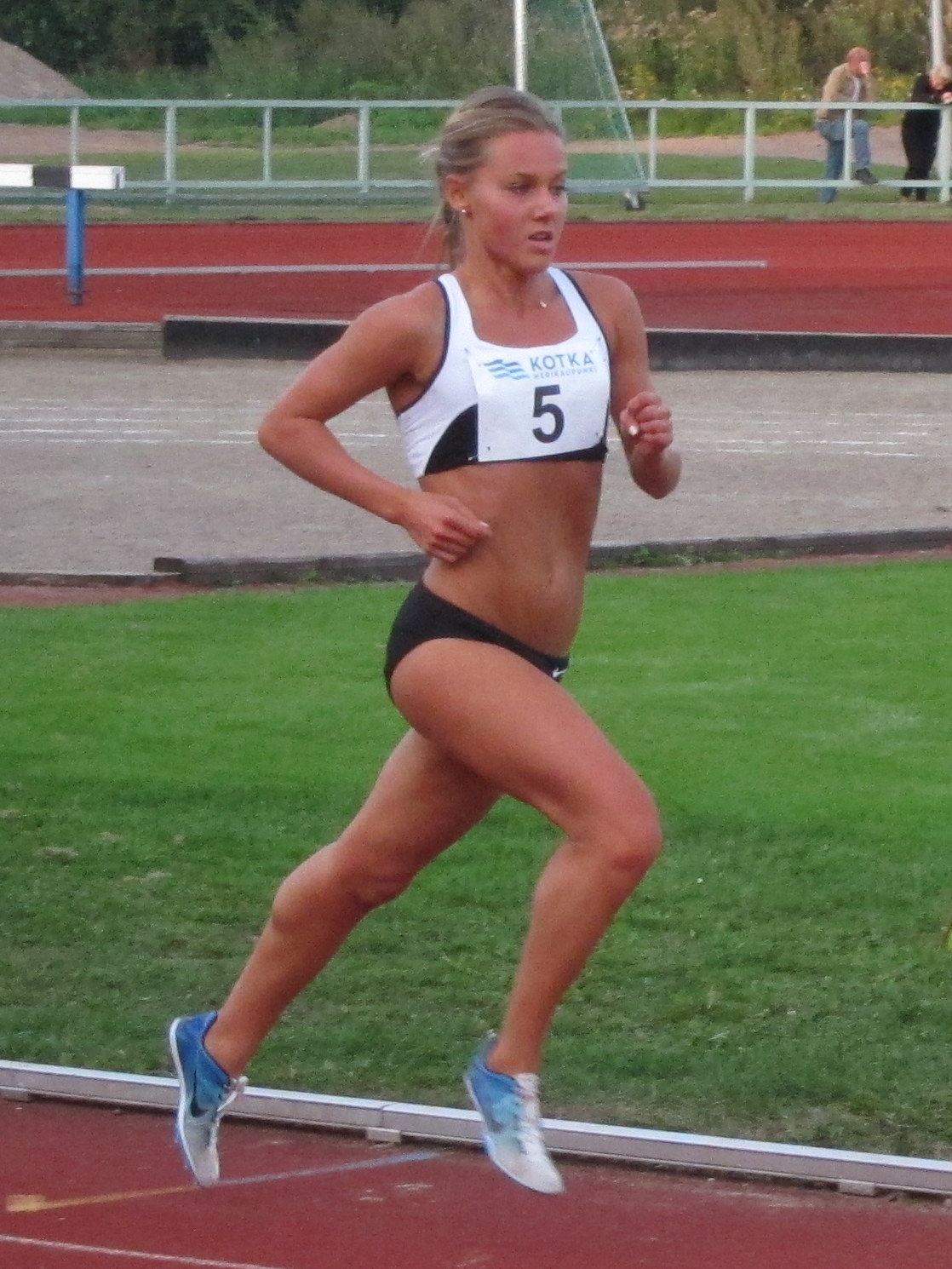
Nina Chydenius – Rang 39
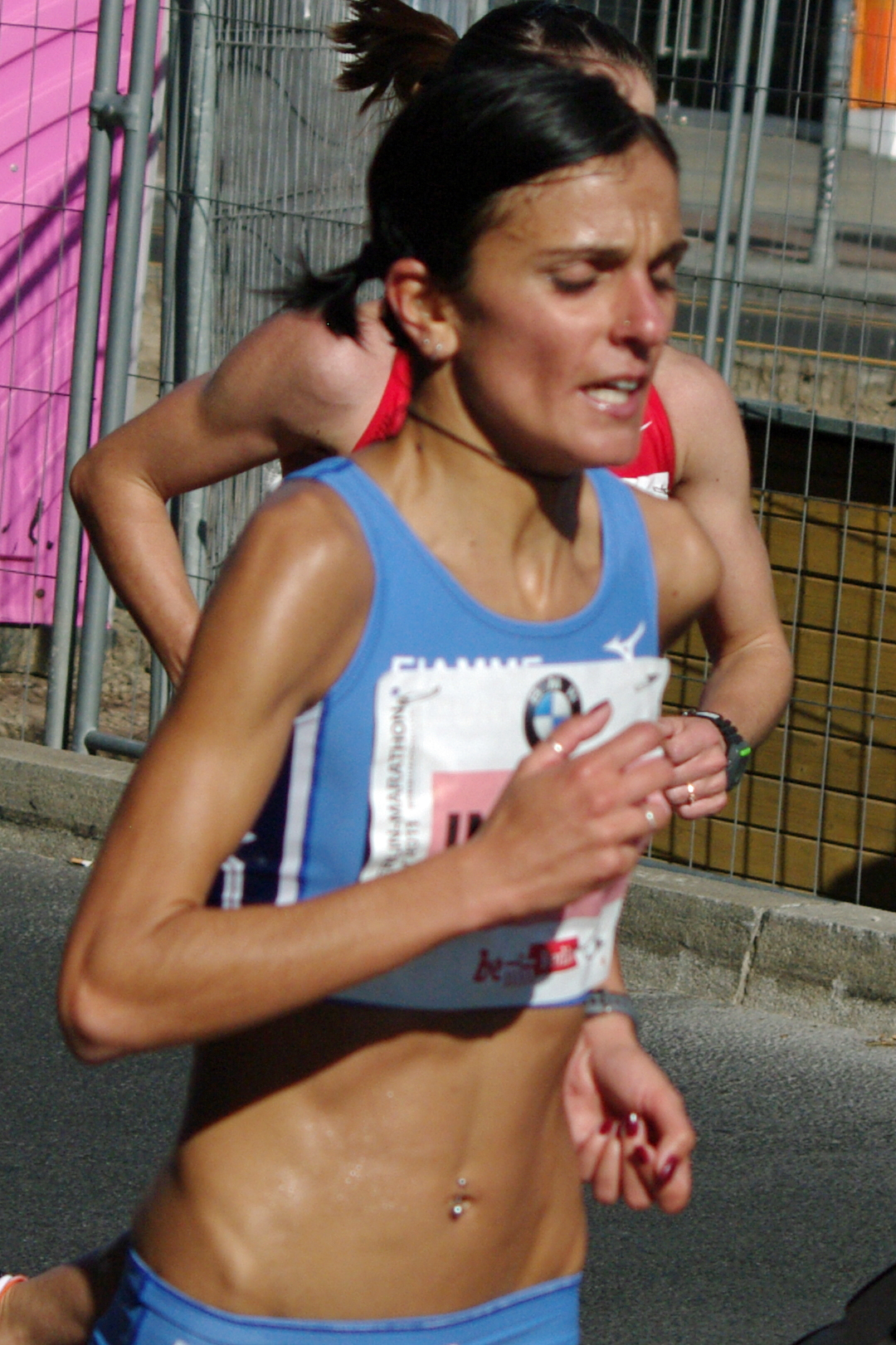
Anna Incerti – Rang 42
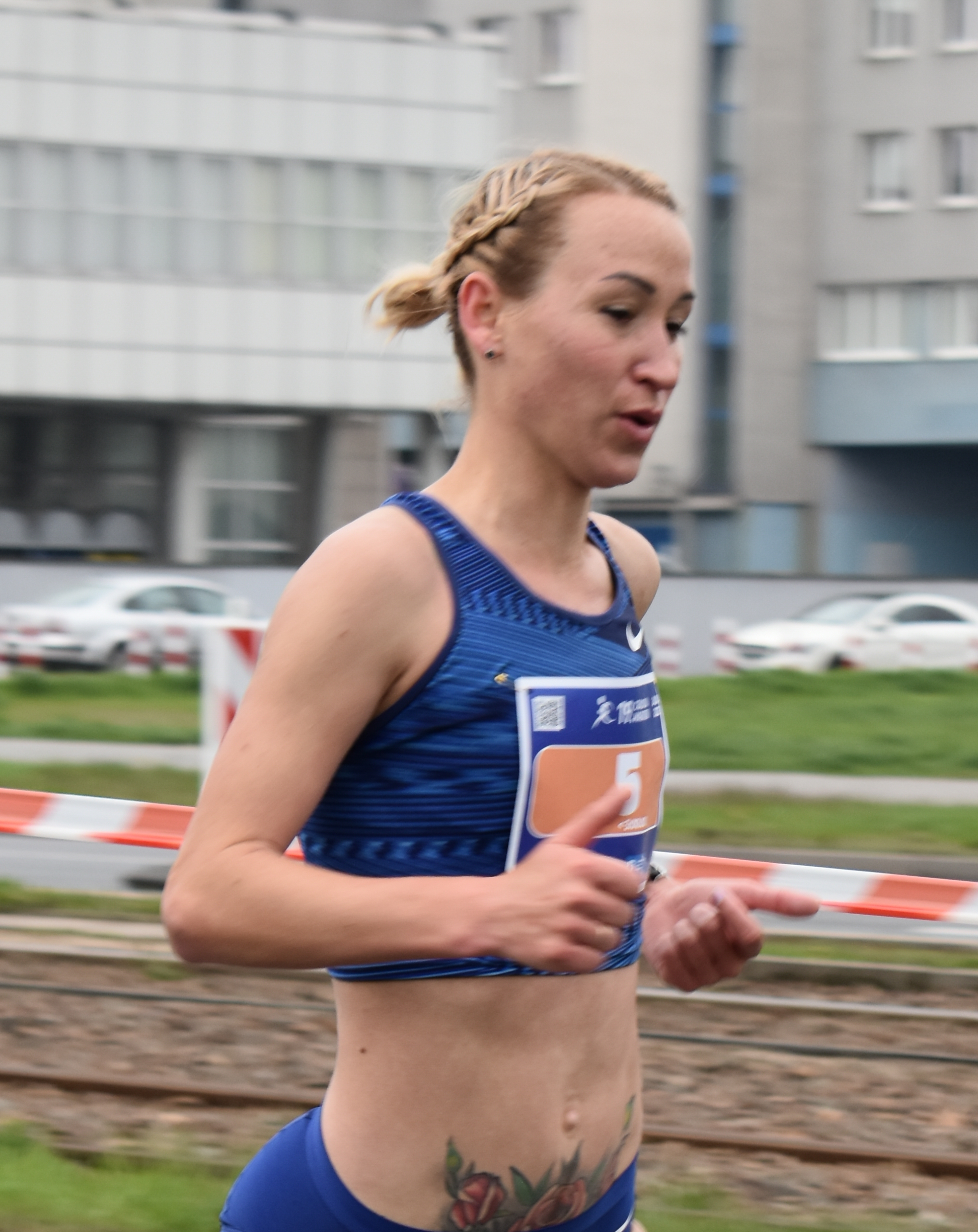
Lilia Fisikovici – Rang 47

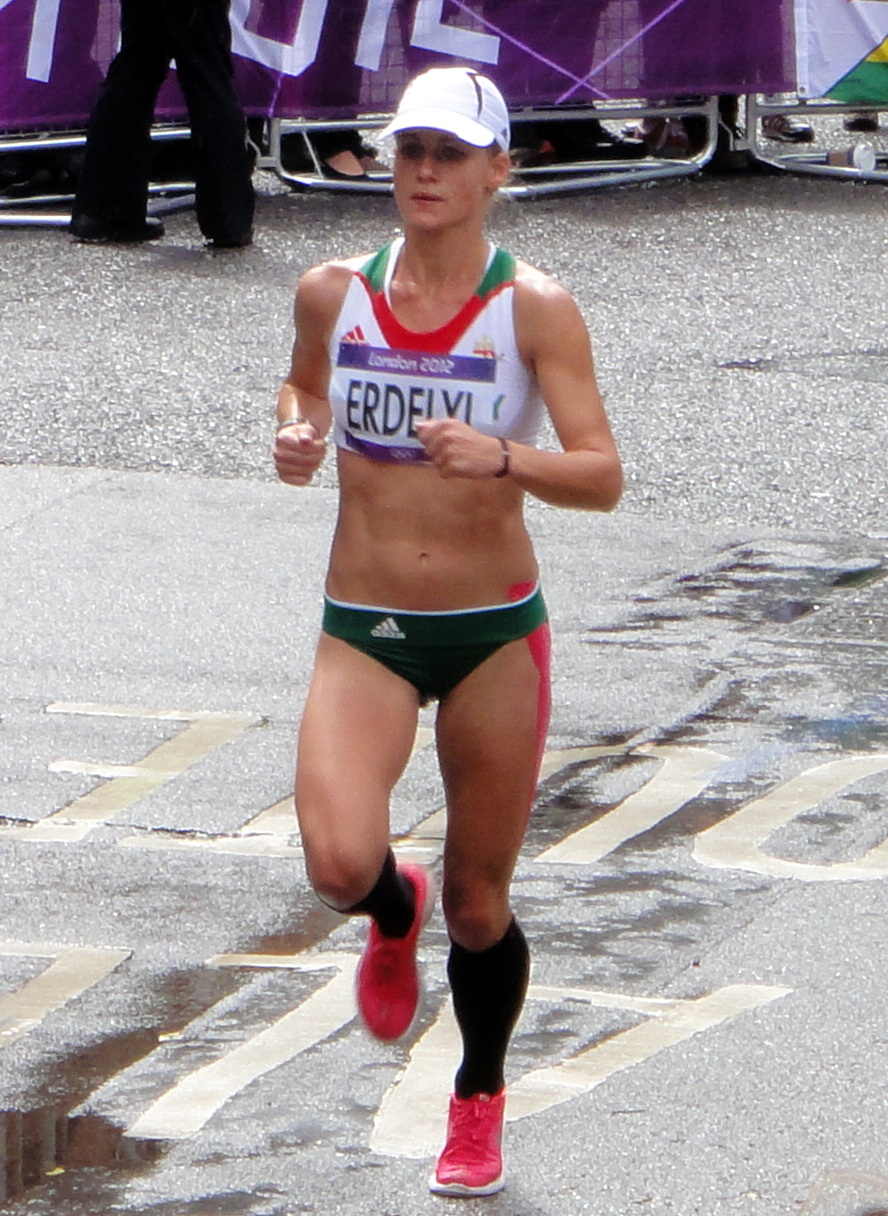
Zsófia Erdélyi – Rang 48
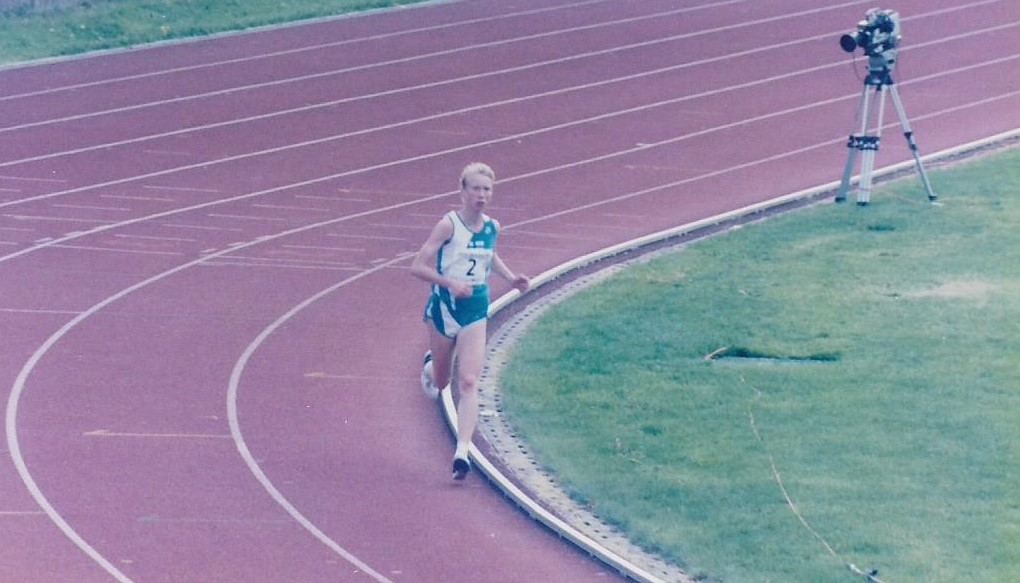
Annemari Kiekara – Rang 49
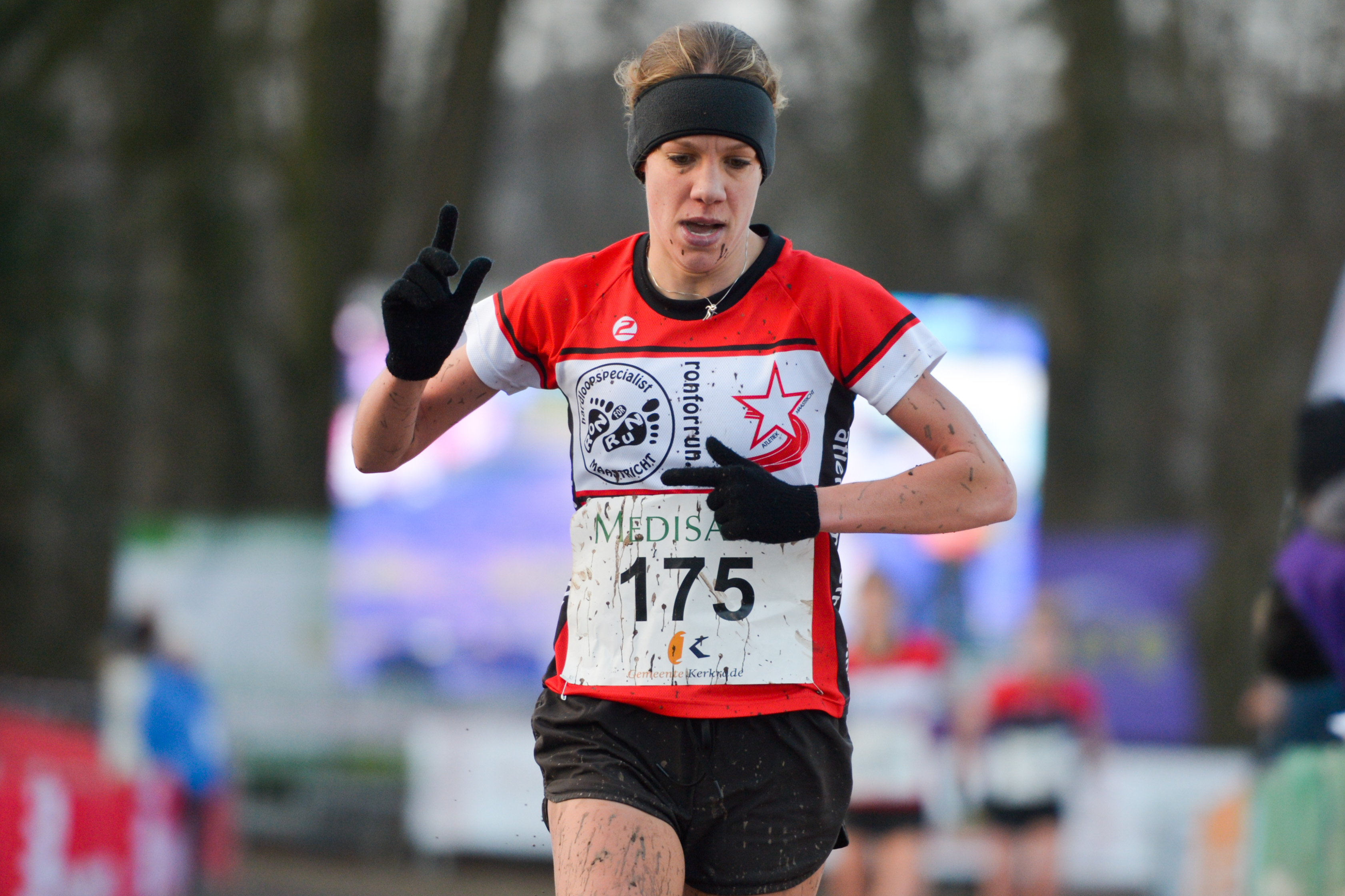
Bo Ummels – Rang 52

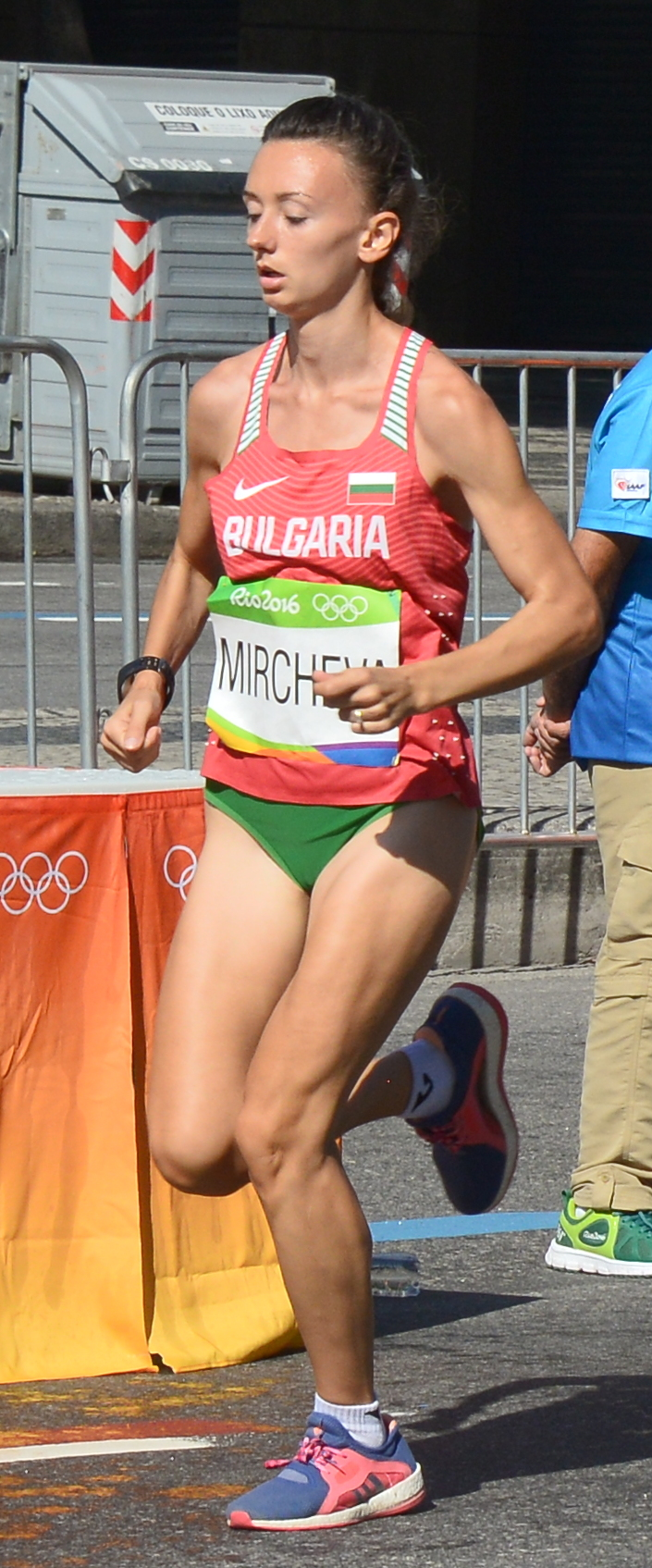
Militsa Mircheva – nicht im Ziel
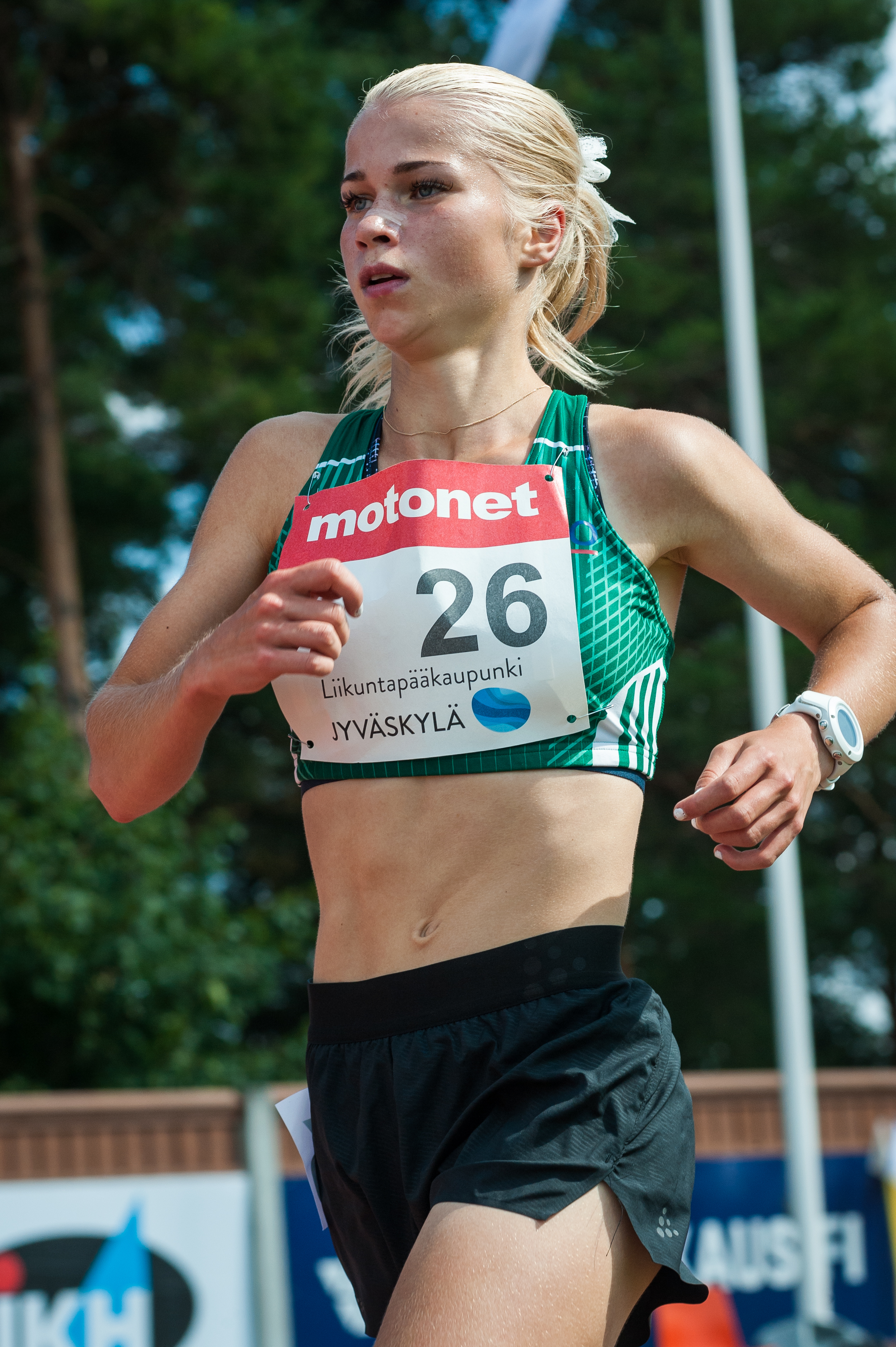
Alisa Vainio – nicht im Ziel
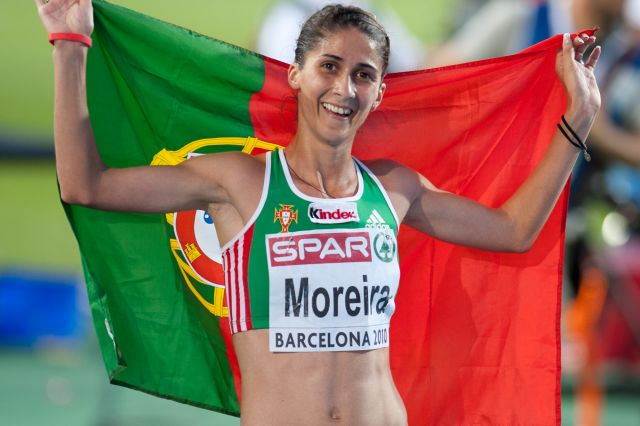
Sara Moreira – nicht im Ziel
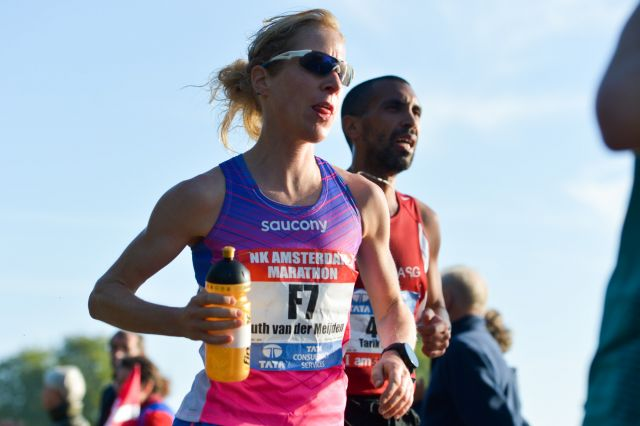
Ruth van der Meijden – nicht im Ziel

## Videolinks
- European marathon Championships Livestream Men/Women, youtube.com, abgerufen am 8. April 2023
- Marathon CHAMPIONS - European Athletics Championships - Munich 2022, youtube.com, abgerufen am 8. April 2023